# Перепись населения Казахстана (2009)
Перепись населения в Казахстане 2009 года — вторая, после обретения суверенитета, перепись населения Казахстана. Проводилась 24-25 февраля. Предварительные официальные результаты переписи были опубликованы 4 февраля 2010 года на сайте казахстанского госкомстата. Численность населения Республики Казахстан по итогам переписи населения 2009 года составила 16 004,8 тыс. человек, увеличившись на 1 022,9 тыс. (на 6,8 %) человек по сравнению с переписью 1999 года. Одним из самых неожиданных результатов переписи стало некоторое снижение доли городского населения с 56,3 % до 54,0 % и соответствующее повышение доли сельского населения.

## Национальный состав
Перепись зафиксировала тенденцию к росту числа жителей Казахстана, сменившую период падения. Это объясняется сокращением эмиграции европейских этносов, увеличением темпов роста численности казахов (с +22,9 % в 1989—1999 до +26,2 % за 1999—2009 годы), в том числе и за счёт притока репатриантов-казахов (оралманов), а также сокращением темпов убыли русских (-15,3 % за период между 1999—2009) и немцев (-49,6 %). Самыми многочисленными национальностями являются, как и раньше, казахи (10,1 млн.) и русские (3,8 млн.)
Доля казахов в населении страны 63,1 % (53,4 % в 1999 г.), русских — 23,7 % (30,0 %), узбеков — 2,8 % (2,5 %), украинцев — 2,1 % (3,6 %), уйгур — 1,4 % (1,4 %), татар — 1,3 % (1,7 %), немцев — 1,1 % (2,4 %), других этносов — 4,5 % (5,0 %). В результате неравномерной динамики естественного движения, а также величины и направленности миграций у разных этнических групп, украинцы уступили 3-е место узбекам, а немцы — татарам и уйгурам.
| Народ    | Оценка на 1.01.2009 | %      | Перепись 25.02.2009 | %     | Оценка на 1.01.2010 без учёта предварительных итогов переписи 2009 г. | %     | Оценка на 1.01.2010 с учётом предварительных итогов переписи 2009 г. | %     | Коррекция абсолютной численности в результате пересчёта по предварительным итогам переписи 2009 г. |
| -------- | ------------------- | ------ | ------------------- | ----- | --------------------------------------------------------------------- | ----- | -------------------------------------------------------------------- | ----- | -------------------------------------------------------------------------------------------------- |
| Всего    | 15 776 492          | 100,00 | 16 004 800          | 100,0 | 16 036 075                                                            | 100,0 | 16 197 000                                                           | 100,0 | + 1,0 %                                                                                            |
| Казахи   | 9 540 806           | 60,47  | 10 098 600          | 63,10 | 9 801 501                                                             | 61,12 | 10 301 000                                                           | 63,6  | + 5,1 %                                                                                            |
| Русские  | 3 869 661           | 24,53  | 3 797 000           | 23,72 | 3 848 246                                                             | 24,00 | 3 774 000                                                            | 23,3  | - 1,9 %                                                                                            |
| Узбеки   | 463 381             | 2,94   | 457 200             | 2,86  | 475 354                                                               | 2,96  | 470 000                                                              | 2,9   | - 1,1 %                                                                                            |
| Украинцы | 422 680             | 2,68   | 333 200             | 2,08  | 415 539                                                               | 2,60  | 324 000                                                              | 2,0   | - 22,0 %                                                                                           |
| Уйгуры   | 241 946             | 1,53   | 223 100             | 1,39  | 246 449                                                               | 1,54  | 227 000                                                              | 1,4   | - 7,9 %                                                                                            |
| Татары   | 226 803             | 1,44   | 203 300             | 1,27  | 226514                                                                | 1,41  | 194 000                                                              | 1,2   | - 14,4 %                                                                                           |
| Немцы    | 220 975             | 1,40   | 178 200             | 1,11  | 221 833                                                               | 1,38  | 178 000                                                              | 1,1   | - 19,8 %                                                                                           |
| другие   | 790 240             | 5,01   | 714 200             | 4,46  | 800 639                                                               | 4,99  | 729 000                                                              | 4,5   | — 8,9 %                                                                                            |

Значительное (на 14—22 %) уменьшение численности ряда национальностей (характеризуемых в условиях Казахстана как «европейские») по данным переписи в сравнении с данными текущего статистического учёта может интерпретироваться либо как массовый выезд за рубеж, который не был зафиксирован органами регистрации, либо резкий рост смертности именно среди этих национальностей, который также ранее не был учтён органами регистрации, либо, что наиболее вероятно, сменой национальной идентификации. На направление такой смены идентификации указывает то, что изо всех «европейских» этносов только у русских наблюдалась умеренная коррекция численности по результатам переписи (-2 %), на что могло повлиять то, что значительная доля граждан ряда «европейских» национальностей (украинцы, татары, немцы) при переписи могла быть учтена русскими.
В чём-то аналогичные процессы могли наблюдаться в отношении т. н. «азиатских» национальностей (узбеков и уйгур), только в этом случае при переписи определённая часть граждан этих национальностей могла быть учтена уже в качестве казахов.

## Религиозный состав
Казахстан стал первым государством бывшего СССР, не считая стран Прибалтики, которое включило вопрос о вероисповедании в перепись. Населению предлагалось выбирать из следующих позиций: Ислам, Христианство, Иудаизм, Буддизм, Отказываюсь указать, Неверующий.
| Ответы респондентов об отношении к религии | Абсолютная численность тыс. чел. | Доля в населении % |
| ------------------------------------------ | -------------------------------- | ------------------ |
| мусульмане                                 | 11 237,9                         | 70,19              |
| христиане                                  | 4 190,1                          | 26,17              |
| иудеи                                      | 5,3                              | 0,03               |
| буддисты                                   | 14,6                             | 0,09               |
| другие религии                             | 30,1                             | 0,19               |
| неверующие                                 | 450,5                            | 2,81               |
| не дали ответа                             | 81,0                             | 0,51               |
| Всего                                      | 16 009,6                         | 100,00             |

| Этническая группа     | Ислам    | Христианство | Иудаизм | Буддизм | Другое | Неверующие | Отказались дать ответ | Всего    |
| --------------------- | -------- | ------------ | ------- | ------- | ------ | ---------- | --------------------- | -------- |
| Казахи                | 9928705  | 39172        | 1929    | 749     | 1612   | 98511      | 26085                 | 10096763 |
| Русские               | 54277    | 3476748      | 1452    | 730     | 1011   | 230935     | 28611                 | 3793764  |
| Узбеки                | 452668   | 1794         | 34      | 28      | 78     | 1673       | 722                   | 456997   |
| Украинцы              | 3134     | 302199       | 108     | 49      | 74     | 24329      | 3138                  | 333031   |
| Уйгуры                | 221007   | 1142         | 34      | 33      | 63     | 1377       | 1057                  | 224713   |
| Татары                | 162496   | 20913        | 47      | 58      | 123    | 16569      | 4023                  | 204229   |
| Немцы                 | 2827     | 145556       | 89      | 66      | 192    | 24905      | 4774                  | 178409   |
| Корейцы               | 5256     | 49543        | 211     | 11446   | 138    | 28615      | 5176                  | 100385   |
| Турки                 | 96172    | 290          | 7       | 6       | 20     | 321        | 199                   | 97015    |
| Азербайджанцы         | 80864    | 2139         | 16      | 16      | 24     | 1586       | 647                   | 85292    |
| Белорусы              | 526      | 59936        | 25      | 9       | 20     | 5198       | 762                   | 66476    |
| Дунгане               | 51388    | 191          | 4       | 15      | 19     | 179        | 148                   | 51944    |
| Курды                 | 37667    | 203          | 11      | 6       | 9      | 285        | 144                   | 38325    |
| Таджики               | 35473    | 331          | 2       | 6       | 30     | 307        | 128                   | 36277    |
| Поляки                | 235      | 30675        | 14      | 4       | 45     | 2486       | 598                   | 34057    |
| Чеченцы               | 29448    | 940          | 6       | 3       | 16     | 653        | 365                   | 31431    |
| Киргизы               | 22500    | 206          | 6       | 6       | 4      | 352        | 200                   | 23274    |
| Другие национальности | 54533    | 82254        | 1286    | 1433    | 210    | 13266      | 4233                  | 157215   |
| Всего:                | 11239176 | 4214232      | 5281    | 14663   | 3688   | 451547     | 81010                 | 16009597 |

## Коррупция и искажения

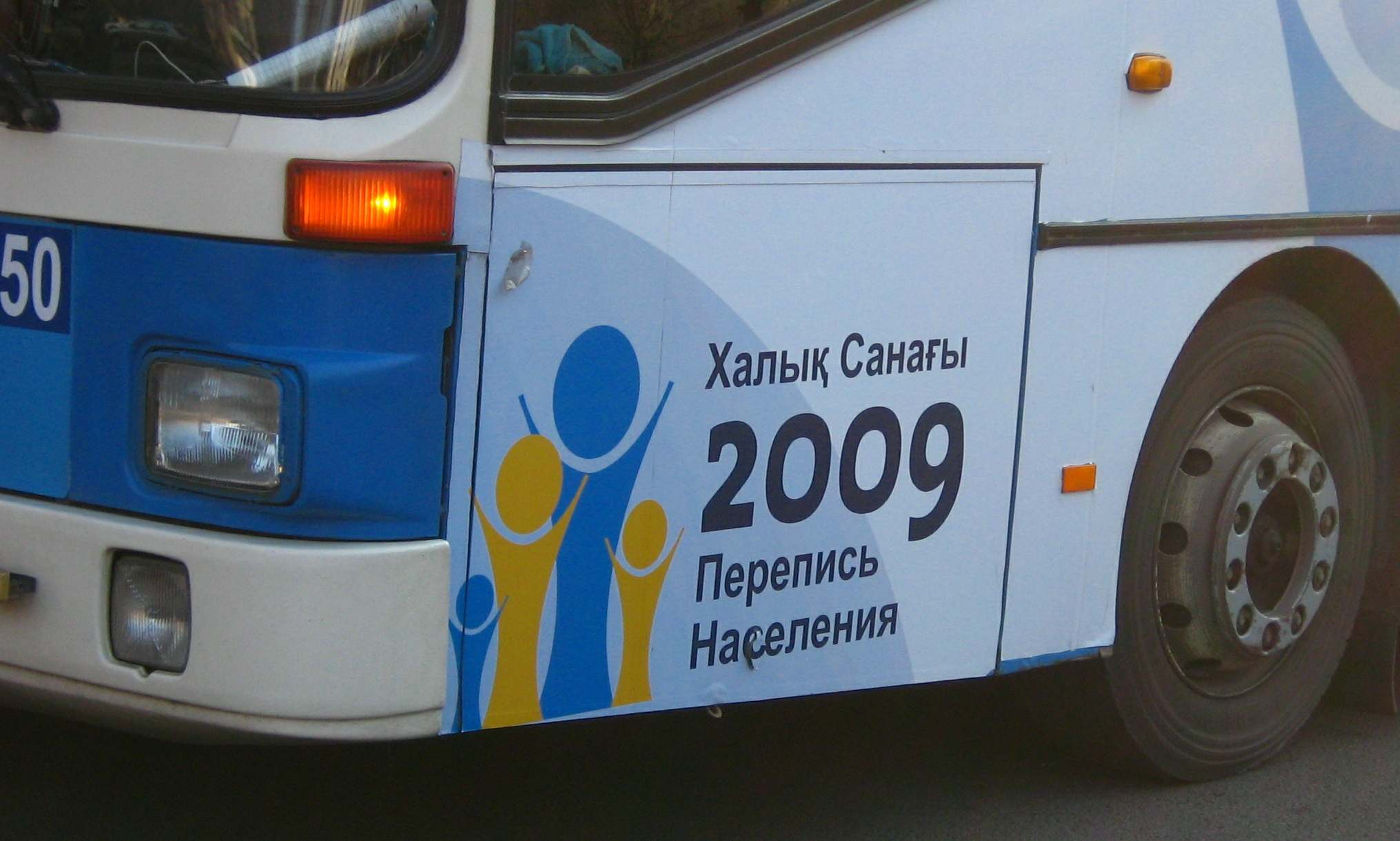
Городской автобус с символикой Казахстанской переписи населения 2009 года. Алма-Ата

На проведение переписи населения было выделено 1,144 миллиарда тенге, из которых непосредственно целевое расходование составило было использовано лишь 379 миллионов тенге (33 % общей суммы), остальные средства были расхищены должностными лицами агентства и руководителями частных предприятий. Глава казахстанского статагентства Анар Мешимбаева была смещена со своего поста, обвинена в хищении средств из бюджета переписи населения, бежала, объявлена в розыск. Экстрадирована из России, получила 7 лет колонии, но отсидела только 4 года. Были арестованы и обвинены в хищениях были также её заместители Нурман Баянов и Бирлик Мендыбаев, а также известный казахстанский предприниматель Серик Туржанов.
Первые самые предварительные итоги переписи были объявлены в апреле 2009 года были озвучены главой правительства Казахстана Каримом Масимовым, при этом численность населения составила 16 млн 304 тыс. 840, а доля казахов в населении страны составила 67 % (что давало ок. 10,9 млн чел.). 1 сентября 2009 года Президент Казахстана Назарбаев в своем обращении к народу страны назвал новую оценку доли казахов — 65 % (что давало ок. 10,7 млн чел.).
Предварительные итоги переписи стали известны лишь 4 февраля 2010 года, после резкого требования Назарбаева обнародовать хотя бы предварительные результаты. Согласно этим результатам общая численность населения страны составила 16004,8 тыс. человек (то есть ровно на 300 тыс. меньше чем объявлялось ранее), а доля казахов во всём населении составила 63,1 % (или 10,1 млн чел.).
Обработка материалов переписи 2009 года затягивается из-за отсутствия финансирования этих работ. Так, по словам председателя Агентства Республики Казахстан по статистике Алихана Смаилова

«Самый главный вопрос, который до сих пор не решен — это вопрос финансирования обработки данных переписи в текущем году. Выделено всего 19 млн тенге на тиражирование, на типографские услуги, на тиражирование статистических сборников. В то время как на обработку данных и получение самих выходных таблиц, которые далее должны быть тиражированы, денег у нас не предусмотрено»

Макаш Татимов, демограф, ректор Центрально-Азиатского университета, критически оценивает качество переписи 2009 года:

… я знаю, что перепись населения прошла с нарушениями инструктажа ООН, в связи с чем она потеряла научную ценность и пригодность для научного анализа. Поймите, когда счетчик вносит в анкету информацию из воздуха, а не данные реально опрошенного человека, ни о какой объективности не может быть и речи. И такие факты в прошедшей переписи были. Следовательно, для специалистов в области демографии таким образом проведенная переписная кампания может быть интересной с точки зрения объёмов фальсификаций. Мне не составит труда доказать, что, возможно, мы получили кривое зеркало, а не реальное отражение казахстанского общества…